# Paul Schröter (Mediziner, 1614)
Paul Schröter, auch Paulus Schröter (* 14. Januar 1614 in Leipzig; † 1. Oktober 1679 in Torgau) war ein deutscher Arzt, Stadtphysikus, Stadtrichter und Bürgermeister in Torgau.

## Leben und Wirken
Schröters Vater starb frühzeitig an der Pest, als er noch nicht einmal zwei Jahre alt war. Seine Mutter floh daraufhin vor der sich in Leipzig ausbreitenden Pest in das elterliche Haus nach Bitterfeld, wo er auch von seinen Großeltern erzogen und versorgt wurde. Seine Schulbildung erhielt er anfangs durch Privatlehrer sowie in der öffentlichen Schule zu Bitterfeld.
1625, im Alter von 11 Jahren, wurde Schröter von seinem Großvater an die St.-Niklas-Schule nach Leipzig geschickt. Am 14. August 1627 wechselte er an die kurfürstliche Landesschule nach Schulpforta. Nach dem Tod seines Großvaters und seiner Mutter nahm Schröters Großmutter Dorothea Stumpfeld als einzig verbliebener Vormund auf Anraten ihrer Freunde ihn sowie seinen Bruder Wolfgang am 2. Juli 1630 aus der Schule in Schulpforta heraus und schickte beide im August 1630 an die Universität nach Wittenberg. In der Universitätsstadt erlebte Schröter 1637 auch die Plünderung und Verwüstung der Stadt durch die schwedische Armee während des Dreißigjährigen Krieges. Davon betroffen waren auch die Besitztümer seiner Familie, so dass er in Armut unter schwierigen Bedingungen sein Studium fortsetzen musste.
Im Februar 1645 erhielt Schröter mit seiner Dissertation De Melancholia Hypochondriaca sein medizinisches Lizentiat an der Universität in Wittenberg, kurz darauf vom Torgauer Rat die Berufung zum Stadtphysikus. Schröter nahm dieses Amt an und zog am 4. September 1645 nach Torgau. 1656 erhielt er das Bürgerrecht dieser Stadt und kaufte sich sein Wohnhaus. Im gleichen Jahr wurde Schröter auch Mitglied des Torgauer Stadtrats, wobei ihm das Richteramt der Stadt übertragen wurde. 1660 wurde er zum ersten Mal vom Torgauer Ratskollegium zum Bürgermeister gewählt, lehnte aber dieses Amt mit Verweis auf seine Tätigkeit als Physikus ab. In seiner Eigenschaft als Stadtarzt behandelte er auch Arme und Unvermögende ohne Entgelt.
Als jedoch 1671 der bisherige Torgauer Bürgermeister Johann Vogelhaupt starb und Schröter vom Torgauer Rat zum zweiten Mal zum Bürgermeister gewählt wurde, nahm er das Amt schließlich an und führte beide Ämter, Bürgermeister und Stadtphysikus, bis an sein Lebensende.
Bereits 1671 plagten Schröter Hüft- und Gliederschmerzen, später auch Gichtanfälle. Ostern 1678 erkrankte er schwer, war fünf Wochen bettlägerig und konnte 17 Wochen sein Haus nicht verlassen. Er erholte sich aber wieder und konnte sogar wieder seinen Amtsgeschäften nachgehen. Pfingsten 1679 erkrankte Schröter abermals schwer und wurde erneut lange Zeit bettlägerig. Er verstarb schließlich nach langem Leiden am 1. Oktober 1679.
Schröter war Mitbesitzer des Schröterschen Freihauses vor dem Luckauer Tor in Lübben, zusammen mit seinem Bruder Wolfgang Schröter, Landgerichts-Protonotar und Kanzleiverwandter in Lübben. Die Mitbelehnung erfolgte am 14. Januar 1650.

## Familie
Paul Schröter entstammte der thüringisch-sächsischen Gelehrtenfamilie Schröter, deren Stammlinie bis zum Weimarer Bürgermeister Peter Schröter bekannt ist, der zwischen 1523 und 1563 in Weimar erwähnt wurde. Dessen Sohn Prof. Dr. phil. et med. Johannes Schröter (1513–1593), kaiserlicher Leibarzt des Kaisers Ferdinand I. und Leibarzt des Kurfürsten Johann Friedrich I. (Sachsen) und dessen Sohnes, dem Herzog Johann Friedrich II. wurde am 6. Dezember 1557 in den Adelsstand erhoben und war der Urgroßvater von Paul Christian Schröter.
Paul Schröter war der Sohn des Arztes (Dr. med.) sowie Assessors der medizinischen Fakultät der Universität Jena und Medikus der kursächsischen Landesschule zu Grimma, Mauritius (Moritz) Schröter (* 7. September 1578 in Eisleben; † 24. Dezember 1615 in Leipzig), ein Sohn des Juristen, Doktors beider Rechte, Kanzlers der Grafen von Mansfeld, sowie späteren fürstlich-Magdeburgischen Hofrat zu Halle, Wolffgang Schröter (1552–1584) und dessen Ehefrau Catharina geb. Steinmetz (1560–1635), der Tochter des Gelehrten Moritz Steinmetz. Schröters Mutter war Dorothea geb. Stumpfeld (* 5. Februar 1593 in Bitterfeld; † 30. April 1628 ebenda), die Tochter des Bitterfelder Amtsschössers Paul Stumpfeld (1561–1627) und dessen Ehefrau Dorothea geb. Teucher (* um 1570). Schröter hatte noch eine Schwester und einen Bruder:
- Wolfgang Schröter (* 1615), kursächsischer Landgerichts-Protonotar und Kanzleiverwandter in Lübben, studierte wie sein Bruder von 1628 bis 1630 in Schulpforta.

Schröter war zweimal verheiratet. Er heiratete am 20. Juni 1648 in Herzberg Hedwig geb. Teuffel († 23. Februar 1652 in Torgau), Tochter des kursächsischen Geleitmannes und Bürgermeisters zu Herzberg, Andreas Teuffel (1591–1652). Das Paar hatte einen Sohn (* 8. Februar 1652 in Torgau; † 16. Februar 1652 ebenda). Nach der Geburt verstarb seine Ehefrau im Wochenbett.
In zweiter Ehe heiratete Schröter am 3. Juli 1655 in Torgau Elisabeth geb. Meißner, Tochter des Torgauer Archidiakons Christian Meißner († 1657). Das Paar hatte zwei Söhne:
- Christian Schröter (* 23. Februar 1657 in Torgau; † 19. März 1657 ebenda) und
- Johann Paul Schröter (* 6. Februar 1663 in Torgau; † 9. November 1729 in Wittenberg), studierte Philosophie und Rechtswissenschaften, königlich-polnischer und kurfürstlich-sächsischer Appellationsrat, Assessor der juristischen Fakultät an der Universität sowie Stadtsyndikus in Wittenberg.

## Schriften (Auswahl)
- De Melancholia Hypochondriaca (Dissertatio Inaugurales Medica), Dissertation, Wittenberg 1645, Digitalisat